# Erik Scavenius (dokumentarfilm)
Erik Scavenius er en dansk portrætfilm fra 1958 instrueret af Poul Bang og efter manuskript af Ib Koch-Olsen.

## Handling
Filmoptagelser af fhv. stats- og udenrigsminister Erik Scavenius; han interviewes af højskoleforstander Ib Koch-Olsen og fortæller om sit politiske virke og om baggrunden herfor.